# Anubis curtus
Anubis curtus är en skalbaggsart som beskrevs av Hüdepohl 1990. Anubis curtus ingår i släktet Anubis och familjen långhorningar. Inga underarter finns listade i Catalogue of Life.